# Nina Camenisch
Anna Katharina «Nina» Camenisch (* 23. April 1826 in Sarn, Kanton Graubünden; † 13. Oktober 1912 ebenda) war eine Schweizer Dichterin.

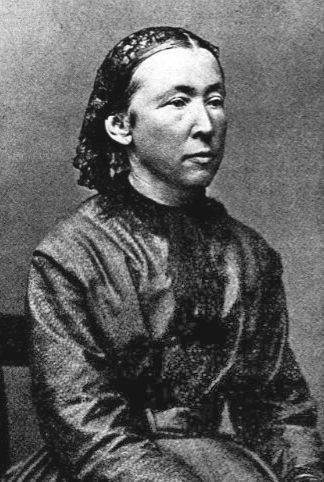
Nina Camenisch

## Leben und Werk
Nina Camenisch war eine Tochter des in Heinzenberg lebenden Landammanns, Richters und Bauern Johann Anton Camenisch und der Ursula, geborene Buchli. Sie wuchs mit sieben Geschwistern auf. 1854 gab sie ihre Gedichte ihrem Bruder Georg, der die Kantonsschule Chur besuchte und die Gedichte seinem Lehrer Otto Carisch zum Lesen vorlegte. Carisch fand die Gedichte so gut, dass er sie auf eigene Kosten drucken liess. 1856 kamen die Gedichte eines bünderischen Landmädchens ohne Namensnennung heraus. Der Gedichtband erlebte vier Auflagen. Ihnen folgten zwei Bände unter ihrem Namen: Aus Alt Fry Rhätien, worin sie eine heroisch-wehmütige Sagenwelt heraufbeschwörte. Zu Camenischs 80. Geburtstag erschienen die Gedichte Blumen der Heimat.
Camenisch korrespondierte mit zahlreichen Zeitgenossen wie dem Zürcher Theologieprofessor Heinrich Kesselring. Sie lebte zusammen mit drei ledigen Brüdern im «Haus am Platz» in Sarn, das 1942 abbrannte. Dabei wurden viele ihrer Briefe vernichtet.